# Bālā Afrākotī
Bālā Afrākotī (persiska: بالا اَفراكُتی) är en ort i Iran.   Den ligger i provinsen Mazandaran, i den norra delen av landet, 160 km nordost om huvudstaden Teheran. Bālā Afrākotī ligger 31 meter över havet och antalet invånare är 881.
Terrängen runt Bālā Afrākotī är platt åt nordväst, men åt sydost är den kuperad.Runt Bālā Afrākotī är det ganska glesbefolkat, med 36 invånare per kvadratkilometer. Närmaste större samhälle är Sari, 15,6 km nordost om Bālā Afrākotī. Trakten runt Bālā Afrākotī består till största delen av jordbruksmark.